# سيهانوكفيل
سيهانوكفيل (بالإنجليزية: Sihanoukville Province)‏ هي محافظة في كمبوديا، بلغ عدد سكانها 199٬902 نسمة، تبلغ مساحتها 2٬585 كيلومتر مربع، رمزها البريدي هو 18000.

## معرض صور

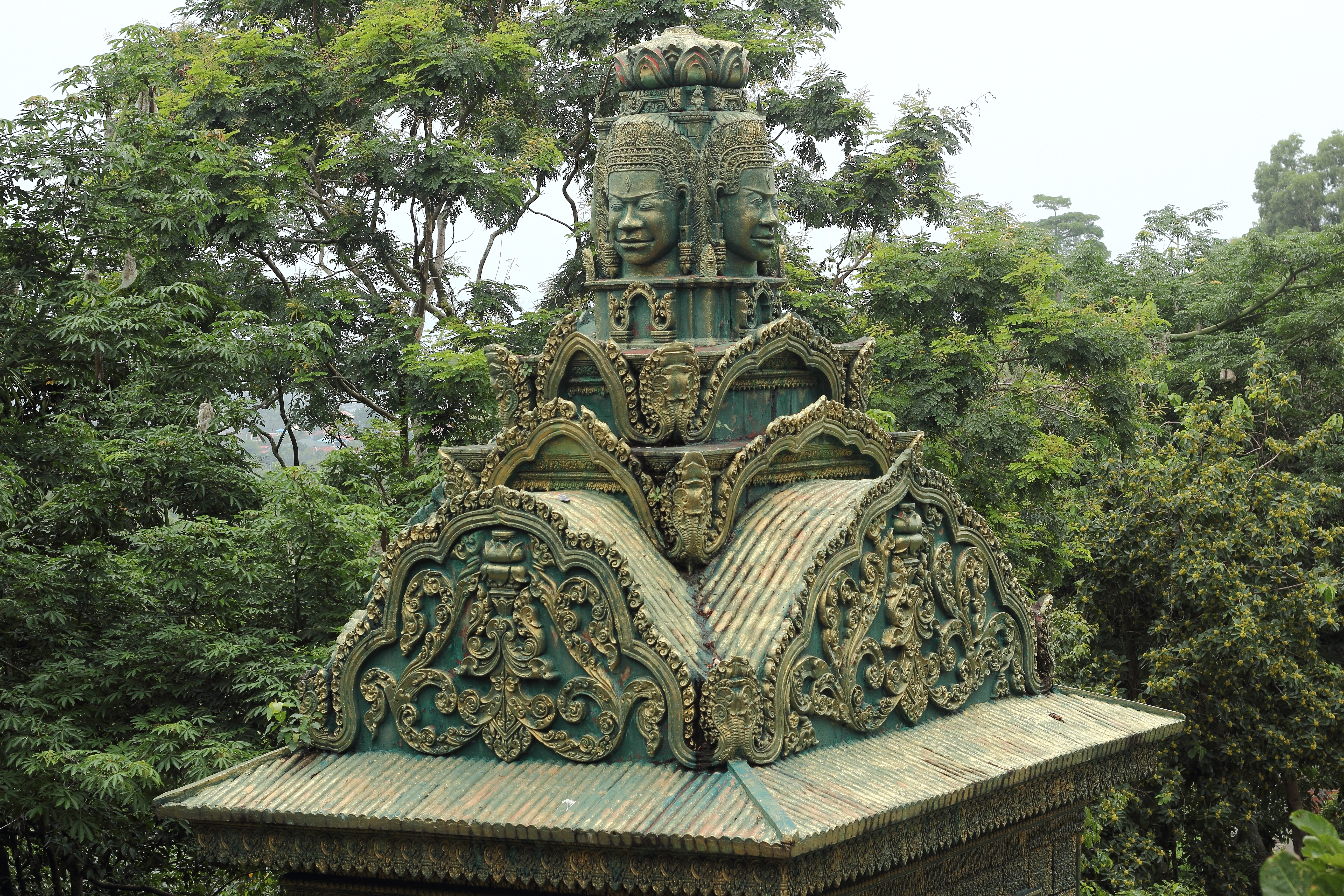
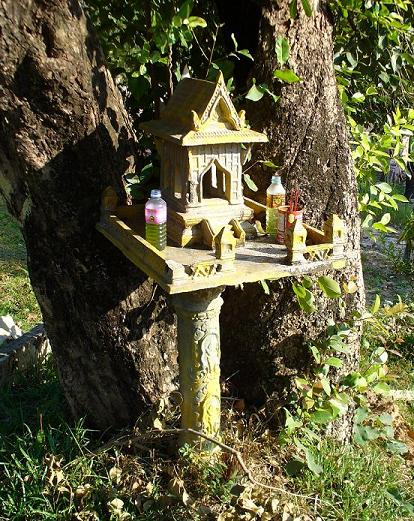
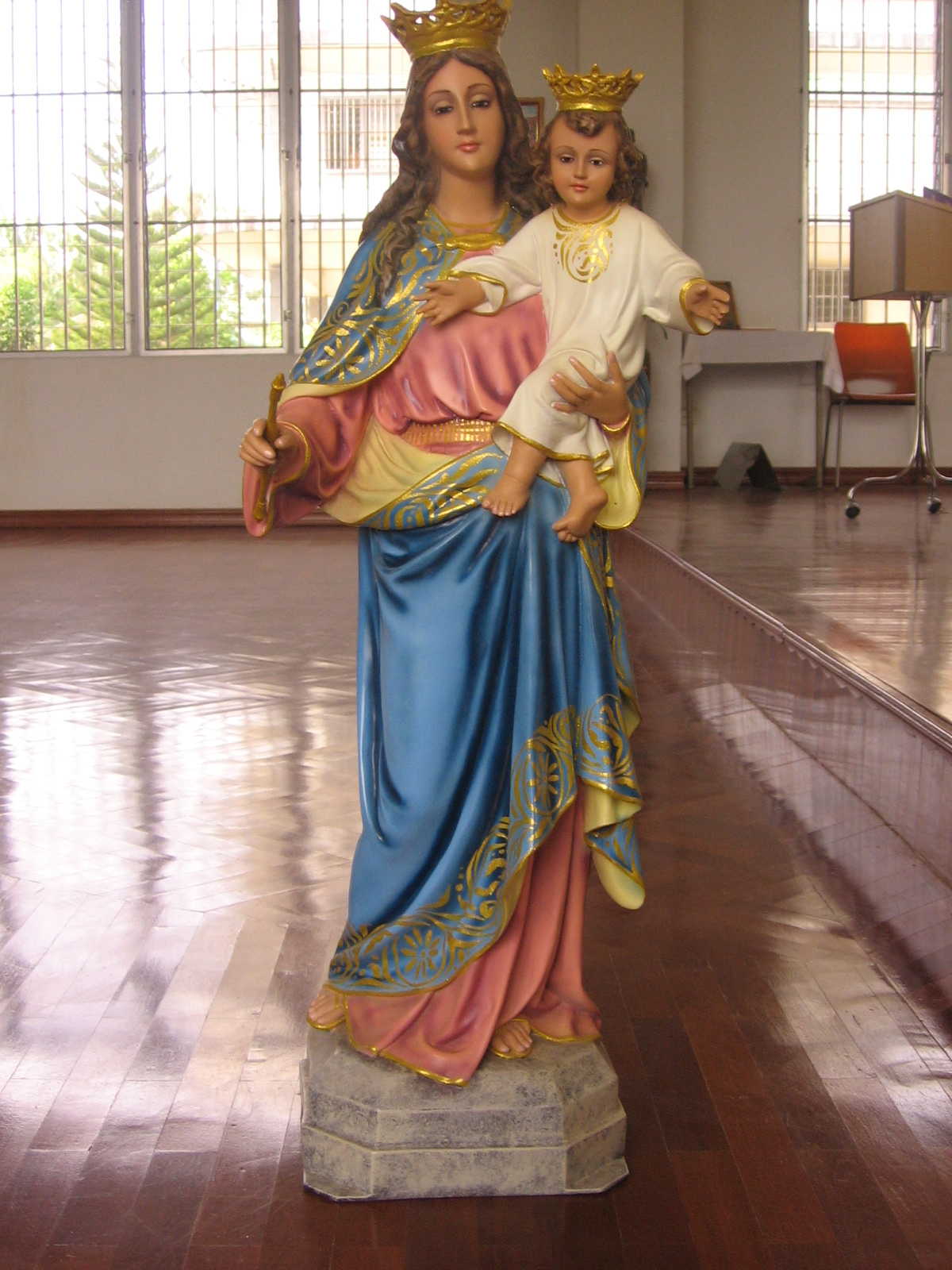

## مدن توأم
المدن التوأم:
- سياتل.

## التقسيمات الإدارية
- Preah Sihanouk municipality [الإنجليزية]‏
- Prey Nob District [الإنجليزية]‏
- Stueng Hav District [الإنجليزية]‏.